# والدمار سوبوتا
والدمار سوبوتا (انگلیسی: Waldemar Sobota؛ زادهٔ ۱۹ مهٔ ۱۹۸۷) بازیکن فوتبال اهل لهستان است.
از باشگاه‌هایی که در آن بازی کرده‌است می‌توان به باشگاه فوتبال کلوب بروژ، باشگاه فوتبال سن پائولی، و باشگاه فوتبال شلاسک وروتسواف اشاره کرد.
وی همچنین در تیم‌های ملی فوتبال لهستان، و لهستان، بازی کرده‌است.